# مغارة الجمل
مغارة الجمل هي مغارةٌ كارستية تقعُ في زكزل في إقليم بركان بِالمغرب. يعُود تاريخها إلى العصر الحجري الحديث ويبلغ عُمقها 80 متر (260 قدم).